# Cundo Bermúdez

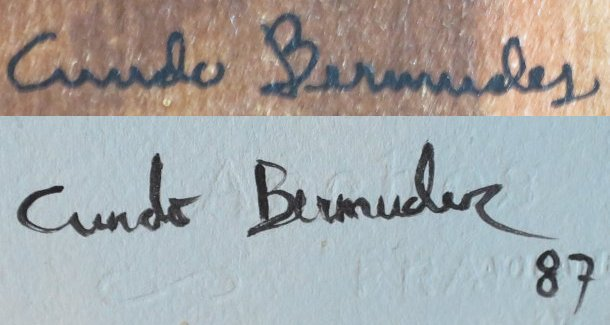
Firmas del pintor cubano Cundo Bermúdez, 1953 y 1887.

Secundino Bermúdez y Delgado  (3 de septiembre de 1914, La Habana - 30 de octubre de 2008, Miami), conocido como Cundo Bermúdez, fue un pintor cubano.
En 1926 Bermúdez ingresó en el Instituto de La Habana y en 1930 a la Escuela Nacional de Bellas Artes San Alejandro de la misma ciudad, donde estudió pintura por dos años. En 1934 comenzó sus estudios de Derecho y Ciencias Sociales en la Universidad de La Habana, donde se graduó en 1941. Más tarde viajó a México y estudió en la Academia de San Carlos. En 1949 fue fundador, entre otros, de la Asociación de Pintores y Escultores de Cuba (APEC).

## Exhibiciones particulares
- 1942 - "Cundo Bermúdez. Gouaches y Acuarelas", Liceo de La Habana...
- 1946 - Palacio de Bellas Artes (Ciudad de México).
- 1946 - Palacio de Bellas Artes de Buenos Aires, Argentina.
- 1957 - "Exposición de Cundo Bermúdez", Instituto de Arte Contemporáneo de Lima, Perú.
- 1974 - "Cundo Bermúdez Painting/Alfredo Lozano Sculptures", Galería de Arte Bacardí, Miami, Florida.
- 1979 - Museo de Arte Moderno de América Latina, Washington, Estados Unidos.

## Exhibiciones colectivas
Su obra ha formado pate de varias muestras:
- 1938 - "Exhibición Nacional de Pintura y Escultura" en el Castillo de la Fuerza, Habana Vieja, Cuba.
- 1940 - "Trecientos Años de Arte en Cuba", Universidad de La Habana.
- 1941 - "Muestra de Arte Contemporánea Cubana", Liceo de La Habana.
- 1942 - "Algunos Pintores Contemporáneos", Liceo de La Habana.
- 1943 - "Una Muestra de Pintura y Escultura Modernas Cubanas", Instituto Josée Gómez Sicre, La Habana.
- 1944 - Muestra de Pintura Cubana en el Museo de Arte Moderno (MOMA) de Nueva York.
- 1950 - "Pinturas". Cundo Bermúdez, Amelia Peláez y Martínez Pedro. Liceo de La Habana.
- 1951 - "I Bienal de San Pablo", Brasil.
- 1952 - "XXVI Bienal de Venecia", Italia.
- 1953 - "II Bienal de San Juan del Grabado Latinoamericano", Instituto de Cultura Puertorriqueña, San Juan, Puerto Rico.
- 1994 - "Cuban Artists: Expressions in Graphics", Jadite Galleries, Nueva York.

## Premios
Ha sido galardonado con diferentes premios:
- Prize of Acquisition of the Gulf Caribbean Art Exhibition, Museo de Bellas Artes de Houston, Houston, Texas, EE. UU.
- 1972 - Hororable Mention, "Segunda Bienal de San Juan del Grabado Latinoamericano", Instituto de Cultura Puertorriqueña, San Juan, Puerto Rico.
- 1973 - “Homenaje a Picasso”, Organización de Estados Americanos (OEA), Washington.
- 1973 - Cintas Foundation Fellowship, Nueva York.

## Colecciones
Parte de su obra se encuentra en las siguientes muestras permanentes:
- Museo de Arte Lowe, Universidad de Miami, Coral Gables, Florida
- Metropolitan Museum and Art Center, Miami, Florida.
- Museo de Arte Moderno de Nueva York.
- Museo Nacional de Bellas Artes de La Habana.
- Hotel Riviera, La Habana.